# (5291) Yuuko
(5291) Yuuko es un asteroide perteneciente al cinturón de asteroides, descubierto el 20 de diciembre de 1990 por Masanori Matsuyama y el también astrónomo Kazuro Watanabe desde el Kushiro Marsh Observatory, Hokkaido, Japón.

## Designación y nombre
Designado provisionalmente como 1990 YT. Fue nombrado Yuuko en honor a Yuuko Matsuyama, esposa de Masanori Matsuyama.

## Características orbitales
Yuuko está situado a una distancia media del Sol de 2,420 ua, pudiendo alejarse hasta 2,799 ua y acercarse hasta 2,041 ua. Su excentricidad es 0,156 y la inclinación orbital 2,049 grados. Emplea 1375,66 días en completar una órbita alrededor del Sol.

## Características físicas
La magnitud absoluta de Yuuko es 13,4. Tiene 5,321 km de diámetro y su albedo se estima en 0,359.